# 厚叶梅
厚叶梅（學名：Prunus mume var. pallescens）为梅的一个变种。

## 扩展阅读
- 維基物種上的相關：厚叶梅